# سیارک ۶۵۶۰
سیارک ۶۵۶۰ (به انگلیسی: 6560 Pravdo، نامگذاری:1991NP) شش هزار و پانصد و شصتمین سیارک کشف شده‌است که در ۹ ژوئیه ۱۹۹۱ کشف شد.
قدر مطلق سیارک برابر ۱۲٫۰۰ است.